# Piégon
Piégon là một xã thuộc tỉnh Drôme trong vùng Auvergne-Rhône-Alpes ở đông nam nước Pháp. Xã Piégon nằm ở khu vực có độ cao từ 259-805 mét trên mực nước biển.